# Baumann-Fromm-Thiophensynthese
Die Baumann-Fromm-Thiophensynthese ist eine Namensreaktion in der organischen Chemie. Sie ist nach den Chemikern Eugen Baumann (1846–1896) und Emil Fromm (1865–1928) benannt, welche diese Methode erstmals 1891 beschrieben haben. Die Reaktion dient der Synthese von Thiophenderivaten aus Styrol und Schwefel.

## Übersichtsreaktion
Zwei Styrolmoleküle reagieren mit elementarem Schwefel (S8) unter Hitzeeinwirkung zum entsprechenden Thiophenderivat (hier 2,4-Diphenylthiophen):

## Reaktionsmechanismus
Es wird ein radikalischer Reaktionsmechanismus vermutet. Zunächst entstehen aus dem Cyclooctaschwefel (S8) durch Hitze freie Schwefelradikale. Diese bilden mit  Styrol  ein radikalisches Zwischenprodukt, dessen freies Elektron am α-Kohlenstoff mit einem weiteren  Styrolmolekül  eine Bindung eingeht. Anschließend kommt es zur radikalischen Ringschließung 1, sodass ein zweifach substituiertes Tetrahydrothiophen 2 entsteht. Im nachfolgenden Prozess wird durch ein Schwefelradikal dehydriert, sodass unter Hitzezufuhr Schwefelwasserstoff vom Zwischenprodukt 3 abgespalten und eine Doppelbindung gebildet wird. Es entsteht 2,4-Diphenylthiophen (4) als Endprodukt:
Analog lassen sich auch andere 2,4-Diarylthiophene synthetisieren.